# La Sœur aînée
La Sœur aînée (en anglais : The Elder Sister) est une peinture de William Bouguereau (1825 - 1905), achevée en 1869.
Cette peinture a été acquise par le musée des beaux-arts de Houston en 1992 à la suite d'un don anonyme. Selon le site web du musée, il s’agit d’un don effectué par une dame à la mémoire de son père. Depuis, La Sœur aînée fait partie de la collection permanente du musée des beaux-arts de Houston (section Arts européens). Ce tableau est devenu l'un des points forts de la collection de peintures du musée, .
Le tableau montre une jeune fille (« la sœur aînée ») assise sur un rocher et tenant sur ses genoux un bébé qui dort (« le frère cadet »), sur un fond de paysage calme et rural. Pour cette scène, la fille de Bouguereau, Henriette, et son fils, Paul, ont servi de modèles. La beauté parfaite de la jeune fille, ses yeux qui fixent directement le spectateur, l'équilibre de la composition, notamment le positionnement des jambes et des bras des enfants, révèlent le style académique de la peinture de Bouguereau, .
Les dimensions de la peinture sont de 130,2 × 97,2 cm, et celles du cadre sont de 171,5 × 139,7 × 14 cm.
Une autre peinture de Bouguereau également appelée La Sœur aînée (achevée en 1864), appartient actuellement à la collection permanente du musée de Brooklyn.